# Inspec
Inspec (de l’anglais: Information Service for Physics, Electronics, and Computing) est une base de données bibliographiques regroupant la littérature relative à la physique, l’électronique, l’informatique et le génie. La base est gérée et mise à jour par l’Institution of Engineering and Technology (IET). 
Inspec est le résultat du développement de Index abstracts dont l’origine remonte à 1898. La base dépouille plus de 4 000 périodiques scientifiques, environ 2 000 actes de conférences, des monographies et des rapports. Au début de l’année 2009, la base de données contenait 10 millions de références bibliographiques. On y retrouve des archives à partir de 1898 et la mise à jour est hebdomadaire. Elle est la base de données de référence pour la physique, le génie électrique, l’électronique et certains domaines de l’informatique.
La recherche dans la base de données bénéficie de l’apport d’un vocabulaire contrôlé développé, d’un thésaurus documentaire, d’un vocabulaire non contrôlé, d’un index d’éléments chimiques, d’un index de données numériques et d’un index des objets célestes. 
Le contenu de la base est accessible en ligne, soit directement sur Inspec Direct ou par l’intermédiaire de revendeurs.